# Branko Jagnjić
Branko Jagnjić - Grof (Split, 1939. – Split, 23. siječnja 2001.), hrvatski nogometaš.
Splitski nogometaš koji je krajem 50-ih i 60-ih godina prošlog stoljeća igrao za nogometni klub Sjever iz Splita. Igrajući za svoj klub često je bio i strijelac. Poznato je da je jednom na utakmici s jednim od svoja dva splitska ligaška rivala -  Dalmatincem postigao dva zgoditka (2:2).